# Bank of America Stadium
Bank of America Stadium – stadion wielofunkcyjny w Charlotte, na którym swoje mecze rozgrywa futbolowy zespół ligi NFL Carolina Panthers oraz od 2022 klub piłkarski ligi MLS Charlotte FC.
Budowę stadionu rozpoczęto w kwietniu 1994 roku, a jego otwarcie które nastąpiło 3 sierpnia 1996, gdy Carolina Panthers podejmowali Chicago Bears w meczu przedsezonowym. Obiekt, który w latach 1994–2004, nosił nazwę Ericsson Stadium, ma pojemność 75 419 miejsc. W 2011 i 2015 stadion był areną meczów Złotego Pucharu CONCACAF.